# Ušiši
Ušiši war ein Sonnengott, der im Land von Ida verehrt wurde. Eine ihm geweihte Schale wurde 1964 in Hasanlu (Iran) gefunden. Die Inschrift lautete entsprechend einer vorläufigen Übersetzung: „Palast des Bauri, König des Landes Idi, dem Sonnengott Ušiši geweiht.“
Die Inschrift wurde in die Zeit des Mittelassyrischen Reiches am Ende des 2. Jahrtausends v. Chr. datiert.
Da die Lesung des zweiten Teils der Inschrift nicht gesichert ist, kann Ušiši auch der Name einer Stadt sein.